# Alton United
Der Alton United Football Club war ein nordirischer Fußballverein aus Belfast.

## Geschichte
Über die Gründung und Auflösung des Vereins ist nichts bekannt. Alton United spielte Falls District League, einer entlang der Falls Road aktiven Liga von katholisch geprägten Mannschaften. Diese betrachteten die in Belfast ansässige Irish Football Association als unionistisch geprägt und richteten sich eher nach der in Dublin beheimateten Football Association of Ireland aus. In der Saison 1922/23 nahm der Verein am Pokalwettbewerb der Republik Irland teil. Alton United setzte sich zunächst in Wiederholungsspielen gegen Midland Athletic und Shelbourne United durch, bevor die Mannschaft durch einen 4:2-Sieg über den Fordsons FC in das Endspiel einzog. Dort traf die Mannschaft im Endspiel im Dubliner Dalymount Park auf den Shelbourne FC und gewann vor 14.000 Zuschauern mit 1:0. Ende 1923 wurde die Football Association of Ireland in den Weltverband FIFA aufgenommen unter der Auflage, seinen Wirkungskreis auf den Irischen Freistaat zu beschränken. Dadurch kappte der Verband seine Verbindung zur Falls District League, die sich kurz darauf auflöste. Das weitere Schicksal von Alton United ist unbekannt.

## Erfolge
- Irischer Pokalsieger: 1923